# Pierre de Martigny
Pierre de Martigny ou Pierre III de Martigny, mort à La Vilette (actuelle commune de Montgaillard dans le département du Tarn) le 13 septembre 1531, est un prélat français du XVIe siècle.

## Biographie
Pierre de Martigny entre comme frère profès à l'abbaye Saint-Étienne de Caen en 1501, alors que son oncle ou son frère,, Charles Ier de Martigny en est l'abbé. Ce denier a passé un accord prévoyant qu'il se résignerait lorsque les frères désigneraient Pierre de Martigny comme abbé régulier. Celui-ci est élu à la tête du monastère en 1506. Il en est le dernier abbé élu, le monastère passant sous le régime de la commende à sa mort. Il est également évêque de l'abbaye de Ferrières de 1517 à 1527. 
Pierre de Martigny est évêque de Castres de 1509 jusqu'en 1526,. Son frère (ou cousin) Charles II lui succède dans son évêché en 1528. Un autre frère, Réginald, est évêque de Vabre. L'évêque fait plusieurs missions délicates pour le roi François Ier.
Il a fait bâtir, près de La Vilette, une maison de plaisance décorée avec luxe, et entourée d'un jardin magnifique, dans laquelle il va souvent se délasser des fatigues de son ministère, et où François Ier vient quelquefois le visiter.